# Tethina stukei
Tethina stukei är en tvåvingeart som beskrevs av Lorenzo Munari 2010. Tethina stukei ingår i släktet Tethina och familjen Canacidae. Inga underarter finns listade i Catalogue of Life.